# Třída Awadži
Třída Awadži jsou minolovky Japonských námořních sil sebeobrany (JMSDF). K roku 2025 byly do služby zařazeny čtyři jednotky této třídy a další dvě byly objednány. Do služby byly zařazovány od roku 2017. Ve službě nahradily minolovky třídy Jaejama.

## Jednotky třídy
Minolovky staví loděnice Japan Marine United Corporation (JMU) v Jokohamě. Původně byla objednána stavba tří minolovek této třídy, které byly do služby přijaty v letech 2017–2021. Roku 2020 byla do plánů námořnictva přidána stavba čtvrté jednotky.
Jednotky třídy Awadži:
| Název              | Založení kýlu     | Spuštěna na vodu  | Uvedena do služby | Poznámka  |
| ------------------ | ----------------- | ----------------- | ----------------- | --------- |
| Awadži (MSO-304)   | 27. února 2014    | 27. října 2015    | 16. března 2017   | aktivní   |
| Hirado (MSO-305)   | 10. dubna 2015    | 10. února 2017    | 16. března 2018   | aktivní   |
| Etadžima (MSO-306) | 22. února 2018    | 12. prosince 2019 | 16. března 2021   | aktivní   |
| Nómi (MSO-307)     | 19. května 2021   | 24. října 2023    | 12. března 2025   | aktivní   |
| (MSO-308)          | 20. července 2023 |                   |                   | ve stavbě |
| (MSO-309)          |                   |                   |                   | objednána |

## Konstrukce

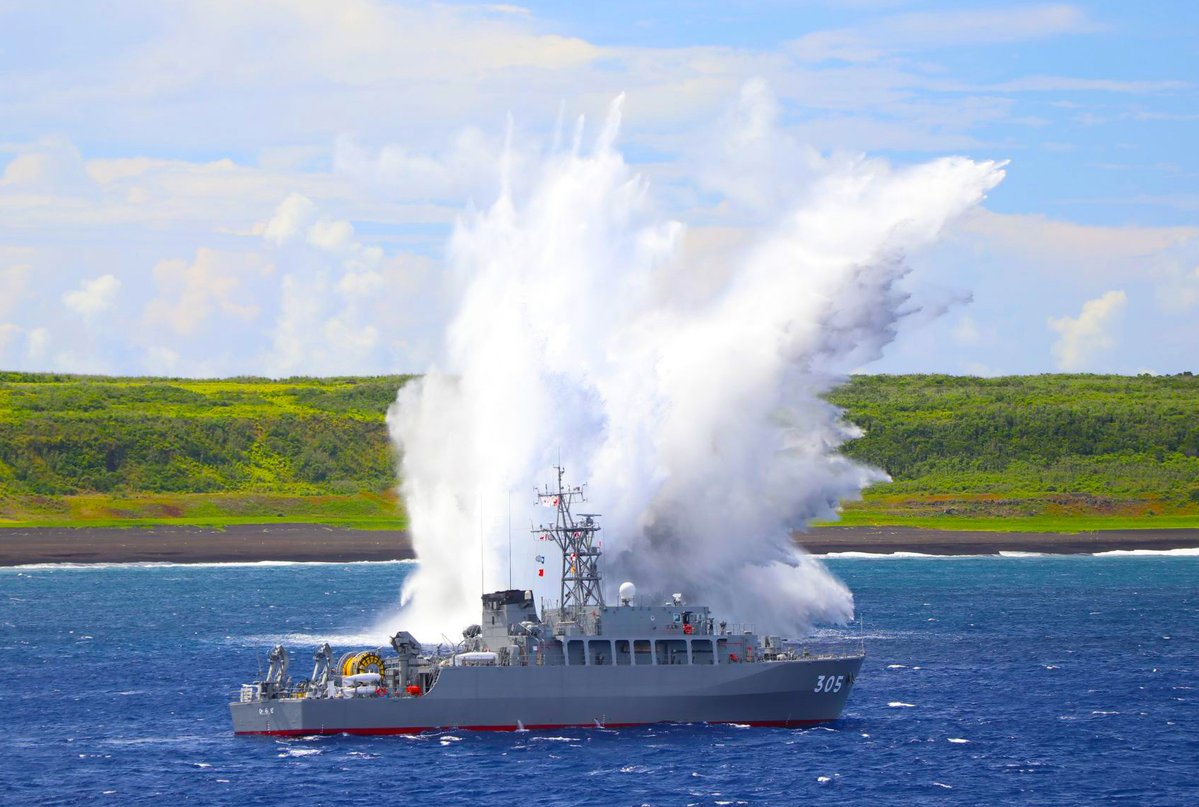
Hirado (MSO-305)

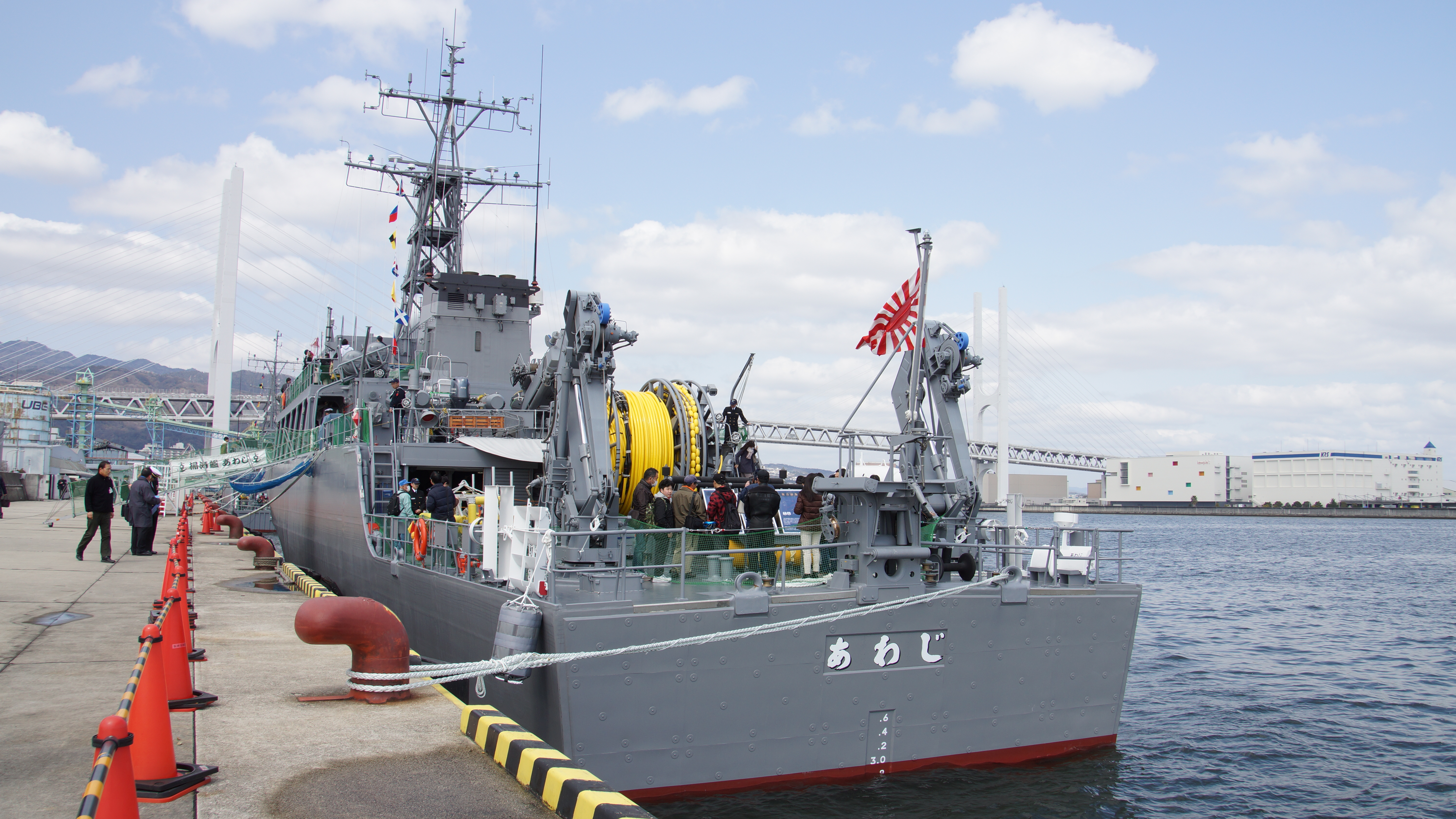
Awadži (MSO-304)

Plavidla jsou postavena z plastových kompozitů. Jsou vyzbrojena jedním 20mm kanónem JM61R-MS. K jejich vybavení patří rychlý člun RHIB, sonar s měnitelnou hloubkou ponoru ZQS-4 a bezpilotní drony k vyhledávání a likvidaci min. K manipulaci s člunem a dalším vybavením slouží několik jeřábů. Pohonný systém tvoří dva diesely, každý o výkonu 2200 hp, pohánějící dva lodní šrouby se stavitelnými lopatkami. Manévrování plavidlu usnadňuje příďové dokormidlovací zařízení. Nejvyšší rychlost dosahuje 14 uzlů.